# Протич, Коста
Коста Протич (10 октября 1831 года — 1892 год) — сербский военный деятель, генерал. Возглавлял Генеральный штаб Сербии в 1878—1879 годах.

## Биография
Коста Протич родился 10 октября 1831 года в городе Пожаревац. Там же окончил основную школу, а три класса гимназии завершил в Белграде. Службу в армии начал рядовым в 1848 году. Через два года, в сентябре 1850 года, поступил в первую группу учащихся в новосформированной артиллерийской школе. 

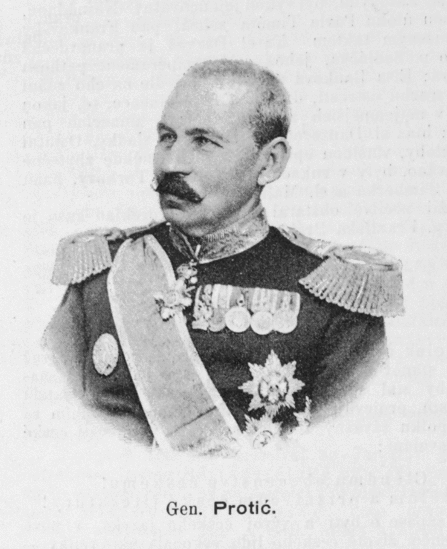
Коста Протич

В 1855 году Протич завершил обучение и был произведен в чин подпоручика инженерных войск. Затем он завершил двухлетнее обучение в артиллерийско-инженерной шокле в Берлине и прошел практику в Данциге и Льеже, по году в каждом. Чин поручика Протич получил в 1859 году, чин капитана второго класса — в 1861 году, чин майора — в 1869 году, чин подполковника — в 1873 году, чин полковника — в 1875 году. В 1876 году Протич стал генералом сербской армии.
На протяжении своей военной карьеры Протич занимал должности профессора Военной Академии, командира понтонног батальона в Чуприи, иснпектора инженерных войск, командира пехотной бригады, члена Военного совета Сербии 1876 года, командира Моравской армии командира Первого корпуса, начальника штаба Верховного командования, командира Моравского корпуса, командира Тимокского корпуса, военного министра, министра по вопросам строительства и т. д.

## Ордена и награды
Королевство Сербия
- Орден таковского креста с мечами первой степени
- Орден таковского креста с мечами второй степени
- Орден таковского креста третьей степени
- Золотая медаль за храбрость
- Золотая медаль за ревностную службу с бриллиантами
- Медаль за освобождение и независимость 1876—1878 гг.
- Медаль за войну 1885 года

 Российская империя
- Орден Святого Станислава первой степени
- Орден Святой Анны второй степени

 Румыния
- Орден короны со звездой
- Орден звезды третьей степени
- Медаль за солдатские добродетели

 Австро-Венгрия
- Орден железной короны третьей степени